# John Paul Getty III
John Paul Getty III. (* 4. November 1956 in Los Angeles; † 5. Februar 2011 in Stokenchurch, Vereinigtes Königreich) war ein Sohn des US-amerikanischen Milliardärs John Paul Getty II. Bekannt wurde er 1973 als Opfer einer spektakulären Entführung in Italien.

## Leben
John Paul Getty III. wurde als erster Sohn von Sir John Paul Getty II. (1932–2003) und dessen erster Ehefrau Gail Harris geboren. Er verbrachte seine Kindheit in Rom, wo der Vater den italienischen Zweig des Getty-Ölfirmen-Imperiums leitete. Nach der Trennung seiner Eltern wuchs er ohne Vaterfigur auf und führte schon im Jugendalter ein ausschweifendes Leben mit Alkoholkonsum und Partys, was zu zahlreichen Schulverweisen führte.

### Entführung
Am 10. Juli 1973 wurde er als 16-Jähriger auf der Piazza Farnese in Rom von Mitgliedern der ’Ndrangheta entführt. Anschließend erhielt seine Mutter einen Zettel, auf den John Paul Getty III. „Don’t let me be killed!“ (auf Deutsch: „Lass(t) nicht zu, dass ich umgebracht werde!“) geschrieben hatte. Der Großvater, Jean Paul Getty, weigerte sich zunächst, die anfänglich geforderten 17 Millionen US-Dollar (2025: ca. 120 Millionen US-Dollar) Lösegeld zu bezahlen, da er eine durch den Enkel inszenierte Entführung vermutete. Später sagte er: „Ich habe 14 Enkel und wenn ich nur einen Penny Lösegeld bezahle, habe ich 14 gekidnappte Enkel.“ Die Entführer schnitten schließlich ihrem Opfer, das sie in einer Kiste gefangen hielten, im Herbst 1973 das rechte Ohr ab und schickten es an die römische Zeitung Il Messagero. Die Entführer drohten damit, J.P.G. III in dieser Art „stückweise“ freizulassen, wenn das Lösegeld nicht bezahlt würde. Nun willigte sein Großvater ein, zumindest 2,89 Millionen Dollar Lösegeld zu bezahlen. Davon lieh er ca. 800.000 Dollar seinem Sohn, der als Angestellter in der Firma seines Vaters außer seinem Gehalt kein größeres Vermögen hatte, und ließ sie sich von diesem zu 4 % verzinsen. Schließlich wurde das Entführungsopfer von seinen Kidnappern am 15. Dezember 1973 in stark abgemagertem Zustand nach über fünf Monaten Gefangenschaft an der Autobahn zwischen Rom und Neapel freigelassen. Er litt unter Schmerzen aufgrund der infizierten Wunde, die beim Abschneiden seines Ohres entstanden war. Zwar hatten ihn seine Entführer mit Penicillin behandelt, doch die hohe Dosis löste bei Getty eine Allergie aus. Als er seinen Großvater in dessen Herrenhaus in England anrief, um sich zu bedanken, weigerte sich dieser, den Anruf seines Enkels entgegenzunehmen.
2017 entstand der Spielfilm Alles Geld der Welt von Ridley Scott, der sich der Entführung annimmt und in dem Charlie Plummer die Rolle von John Paul Getty III. verkörpert. In der Fernsehserie Trust von Danny Boyle aus dem Jahr 2018 wird Getty von Harris Dickinson dargestellt.

### Heirat und Drogenkonsum
Etwa ein Jahr nach seiner Freilassung heiratete J.P.G. III seine deutsche Freundin, die Journalistin Gisela Martine Zacher (geb. Schmidt), die sechs Jahre älter als er war. Aus der Ehe ging der 1975 geborene Sohn Balthazar hervor. Mit in die Ehe brachte Gisela ihre 1972 in Berlin geborene Tochter Anna, die Tochter des deutschen Schauspielers Rolf Zacher, die somit zu John Paul Gettys Stieftochter wurde. Aufgrund des jungen Heiratsalters entzog ihm der Großvater jegliche finanzielle Unterstützung (allerdings verblieb J.P.G. III noch ein Einkommen aus dem Sarah C. Getty Trust). Später zog das Paar nach Los Angeles, wo sich dann zeigte, dass die Entführung ihre Spuren bei J.P.G. III hinterlassen hatte. Er litt an paranoiden Verfolgungsängsten und flüchtete sich in den Alkohol- und Drogenkonsum. J. Paul Getty starb 1976 und hinterließ ein geschätztes Vermögen von 2 bis 4 Milliarden Dollar. In seinem Testament verfügte er, dass seinem Enkel J.P.G. III keine Kontrolle über das Firmenimperium übertragen werden solle. 1977 ließ sich J.P.G. III in mehreren plastischen Operationen das fehlende Ohr rekonstruieren.
Die Ehe mit Gisela Getty wurde 1993 geschieden.

### Schlaganfall
1981 erlitt er durch eine Mischung der Drogen Valium, Methadon und Alkohol einen Schlaganfall und war seitdem gelähmt und fast blind. Sein Vater weigerte sich schließlich, für die Kosten von mehr als 10.000 Dollar monatlich an medizinischer Versorgung aufzukommen, wurde jedoch in einem Gerichtsverfahren in Los Angeles dazu verurteilt. Danach lebte John Paul Getty III. als kompletter Pflegefall in einem Haus in Beverly Hills, das nach Timothy Leary „schlichtweg ein Hightech-Krankenhaus getarnt als ein [gewöhnliches] Haus“ war.
Später zog er nach Irland, wo er und andere Mitglieder der Getty-Familie unter dem „Investment-for-passports-Gesetz“ die irische Staatsbürgerschaft erworben hatten. Dort lebte er mit seiner Mutter und dem medizinischen Hilfspersonal auf Gurthalougha House, einem viktorianischen Landsitz bei Lough Derg in County Tipperary. Später zog er in das ehemalige väterliche, exklusiv eingerichtete Wormsley House in Stokenchurch, wo er im Jahr 2011 an Multiorganversagen verstarb. Bis zu seinem Tod wurde er von seinem Sohn Balthazar gepflegt.

## Aktivität als Schauspieler
1980/81 spielte er zusammen mit seiner Frau Gisela in Wim Wenders’ Film Der Stand der Dinge mit.

## Filmografie
- 1972: J. Paul Getty in Sutton Place (Dokumentarfilm)[9]
- 1981: The Territory von Raoul Ruiz
- 1982: Der Stand der Dinge von Wim Wenders
- 1991: Schneeweißrosenrot (Dokumentarfilm)

## Filme über die Gettys
- 2017: Alles Geld der Welt von Ridley Scott
- 2018: Trust (Fernsehserie) von Danny Boyle